# Исага, Хайме
Хайме Исага Тори (исп. Jaime Yzaga Tori; род. 23 октября 1967, Лима) — перуанский теннисист и теннисный тренер, профессионал с 1985 года. Победитель восьми турниров Гран-при и АТР-тура в одиночном разряде, победитель Открытого чемпионата Франции в юношеском одиночном разряде и Уимблдонского турнира в юношеском парном разряде. Как тренер — капитан сборной Перу в Кубке Дэвиса.

## Биография
Хайме Исага начал играть в теннис в возрасте пяти лет, посещая уроки три раза в неделю. С 11 лет тренировки стали более интенсивными — Хайме занимался теннисом по три часа в день, из них час с персональным тренером, приходившим к нему домой. В 1981 году он выиграл чемпионат Южной Америки среди мальчиков в возрасте до 14 лет, а через два года — в возрастной категории до 18 лет. К 15 годам Исага уже планировал карьеру профессионального теннисиста и с согласия родителей отправился в США, где поступил в теннисную академию. Там его тренером был Колон Нуньес, одновременно тренировавший эквадорца Андреса Гомеса. С 1984 года он начал выступления в Кубке Дэвиса за сборную Перу.
В 1985 году, в возрасте 17 лет, Исага выиграл Открытый чемпионат Франции в одиночном разряде среди юношей и добавил к этому титулу победу в юношеском парном разряде на Уимблдонском турнире. Официально получив в этом году статус профессионала и занимая место в третьей сотне рейтинга АТР, он дошёл до четвёртого круга на основном турнире Открытого чемпионата США после побед над 43-й ракеткой мира Якобом Хласеком и 21-й ракеткой мира Дэвидом Пейтом прежде, чем проиграть Ивану Лендлу (при этом он стал единственным на протяжении всего турнира, кому удалось взять у Лендла — будущего чемпиона — сет). После этого Исага дошёл до финала турнира категории ATP Challenger в Уэст-Палме (Флорида), а в ноябре уже завоевал титул на турнире этой категории в Баие (Бразилия), где победил в том числе 20-ю ракетку мира Мартина Хайте. Свой первый профессиональный сезон он окончил на 45-м месте в рейтинге АТР и по его итогам был признан новичком года.
В 1987 году Исага победил на своих первых турнирах тура Гран-при — в Скенектади (Нью-Йорк) и Сан-Паулу. К октябрю 1989 года он достиг в рейтинге АТР рекордного для своей карьеры 18-го места. В этом году Исага достиг и высшего в карьере места в парном рейтинге: хотя титулов в основном туре ему завоевать не удалось, на его счету в 1988 и 1989 годах были три проигранных финала.
С 1991 по 1993 год Исага добавил к трём титулам, завоёванным в 1987—1988 годах в туре Гран-при, ещё пять — уже в новом АТР-туре. Хотя в 1994 году он не выходил в финалы турниров АТР, на этот сезон пришлись его высшие успехи на Открытом чемпионате Франции (четвёртый круг, после победы над посеянным под 8-м номером Майклом Чангом) и Открытом чемпионате США (1/4 финала, после победы над первой ракеткой мира Питом Сампрасом). В 1994 году он вторично поднялся на 18-е место в рейтинге, на протяжении этих лет неоднократно оказываясь на высшем месте в рейтинге среди всех южноамериканских игроков. В 1989 и 1994 годах он доходил с командой Перу до плей-офф Мировой группы Кубка Дэвиса — высшего дивизиона этого турнира, но в первый раз перуанцы уступили в пяти играх сборной Австралии, а пять лет спустя проиграли датчанам.
В 1995 году, в 28 лет, Исага в основном завершил профессиональную игровую карьеру и вернулся в Лиму, хотя периодически появлялся в турнирах до 1997 года. По окончании игровой карьеры он начал карьеру в бизнесе. Он владеет сетью спортзалов Sport Life и занимается продажами спортивного оборудования. В 2004 году он был назначен капитаном сборной Перу в Кубке Дэвиса и в 2007 году, после победы над командой Белоруссии впервые в истории перуанской сборной вывел её в Мировую группу — высший дивизион турнира. В 2010 году его сменил на посту капитана сборной Луис Орна — участник выхода 2007 года в Мировую лигу.

## Положение в рейтинге в конце сезона
| Разряд           | 1985 | 1986 | 1987 | 1988 | 1989 | 1990 | 1991 | 1992 | 1993 | 1994 | 1995 | 1996 |
| ---------------- | ---- | ---- | ---- | ---- | ---- | ---- | ---- | ---- | ---- | ---- | ---- | ---- |
| Одиночный разряд | 45   | 64   | 70   | 65   | 23   | 87   | 53   | 49   | 31   | 31   | 107  | 379  |
| Парный разряд    | 378  | 355  | 488  | 199  | 63   | 274  | 385  | 335  | 231  | 214  | 413  | -    |

## Финалы турниров Гран-при и АТР за карьеру

### Одиночный разряд (8-3)
| Результат | №  | Дата            | Турнир                      | Покрытие | Соперник в финале  | Счёт в финале        |
| --------- | -- | --------------- | --------------------------- | -------- | ------------------ | -------------------- |
| Победа    | 1. | 26 июля 1987    | Скенектади, Нью-Йорк, США   | Хард     | Джим Пью           | 0-6, 7-64, 6-1       |
| Победа    | 2. | 15 ноября 1987  | Сан-Паулу, Бразилия         | Хард     | Луис Маттар        | 6-2, 4-6, 6-2        |
| Победа    | 3. | 27 ноября 1988  | Итапарика, Бразилия         | Хард     | Хавьер Франа       | 7-64, 6-2            |
| Поражение | 1. | 7 мая 1989      | Форест-Хилс, Нью-Йорк, США  | Грунт    | Иван Лендл         | 2-6, 1-6             |
| Поражение | 2. | 28 октября 1990 | Сан-Паулу                   | Ковёр    | Робби Вайс         | 6-3, 6-77, 3-6       |
| Победа    | 4. | 12 мая 1991     | Шарлотт, Сев. Каролина, США | Грунт    | Джимми Ариас       | 6-3, 7-5             |
| Победа    | 5. | 12 января 1992  | Окленд, Новая Зеландия      | Хард     | Маливай Вашингтон  | 7-66, 6-4            |
| Победа    | 6. | 19 апреля 1992  | Тампа, США                  | Грунт    | Маливай Вашингтон  | 3-6, 6-4, 6-1        |
| Поражение | 3. | 18 апреля 1993  | Шарлотт                     | Грунт    | Орасио де ла Пенья | 6-3, 3-6, 4-6        |
| Победа    | 7. | 9 мая 1993      | Тампа (2)                   | Грунт    | Ричард Фромберг    | 6-4, 6-2             |
| Победа    | 8. | 10 октября 1993 | Сидней, Австралия           | Хард(i)  | Петр Корда         | 6-4, 4-6, 7-64, 7-67 |

### Мужской парный разряд (0-3)
| Результат | №  | Дата           | Турнир                     | Покрытие | Партнёр        | Соперники в финале                 | Счёт в финале |
| --------- | -- | -------------- | -------------------------- | -------- | -------------- | ---------------------------------- | ------------- |
| Поражение | 1. | 10 июля 1988   | Бостон, США                | Грунт    | Бруно Орешар   | Хорхе Лосано Тодд Уитскен          | 2-6, 5-7      |
| Поражение | 2. | 14 мая 1989    | Чарлстон, Ю. Каролина, США | Грунт    | Агустин Морено | Микаэль Пернфорс Тобиас Свантессон | 4-6, 6-4, 5-7 |
| Поражение | 3. | 1 октября 1989 | Бордо, Франция             | Грунт    | Агустин Морено | Карлос ди Лаура Томас Карбонель    | 4-6, 3-6      |